# Ломно (Свентокшиське воєводство)
Ломно (пол. Łomno) — село в Польщі, у гміні Павлув Стараховицького повіту Свентокшиського воєводства.
Населення — 710 осіб (2011).
У 1975—1998 роках село належало до Келецького воєводства.

## Демографія
Демографічна структура на день 31 березня 2011 року:
|          | Загалом | Допрацездатний вік | Працездатний вік | Постпрацездатний вік |
| -------- | ------- | ------------------ | ---------------- | -------------------- |
| Чоловіки | 354     | 89                 | 234              | 31                   |
| Жінки    | 356     | 86                 | 205              | 65                   |
| Разом    | 710     | 175                | 439              | 96                   |